# Excentradenia
Az Excentradenia a Malpighiales rendjébe és a malpighicserjefélék (Malpighiaceae) családjába tartozó nemzetség.

## Rendszerezés
A nemzetségbe az alábbi 4 faj tartozik:
- Excentradenia adenophora (Sandwith) W.R.Anderson
- Excentradenia boliviana W.R.Anderson
- Excentradenia primaeva (W.R.Anderson) W.R.Anderson
- Excentradenia propinqua (W.R.Anderson) W.R.Anderson